# کلاوس هایمن
کلاوس هایمن (آلمانی: Klaus Heymann؛ زادهٔ ۲۲ اکتبر ۱۹۳۶) سرمایه‌گذار، کارآفرین و تهیه‌کننده موسیقی اهل آلمان است. وی مدتی به عنوان روزنامه‌نگار در هنگ کنگ فعالیت داشت.
وی پایه‌گذار و مدیر شرکت نشر و ضبط موسیقی ناکسوس رکوردز است.
او دانش‌آموختهٔ زبان‌های انگلیسی و رومی در دانشگاه گوته فرانکفورت، دانشگاه کینگز لندن، دانشگاه لیسبون و دانشگاه سوربن است.